# Karmenu Vella
Pour les articles homonymes, voir Vella.
Karmenu Vella, né le 19 juin 1950 à Zurrieq, est une personnalité politique maltaise, membre du Parti travailliste.
Député depuis 1976, il est désigné pour faire partie de la Commission Juncker en juillet 2014.

## Biographie
Il est élu au Parlement de Malte en 1976, puis réélu 9 fois consécutives. En 1981 il devient ministre des Travaux publics, en 1984 ministre de l'Industrie, puis ministre du Tourisme de 1996 à 1998 et à nouveau avec ce ministère de mars 2013 à avril 2014.